# San José de las Lajas
San José de las Lajas is een gemeente en stad op Cuba centraal gelegen in het noordelijk deel van het eiland eiland Cuba. De stad is sinds 2010 de hoofdstad van de nieuw gevormde provincie Mayabeque.
San José de las Lajas behoorde tot de provincie Ciudad de La Habana tot 2010. Begin 2011 werd een nieuwe provincie gevormd uit de 11 meest oostelijke gemeenten van La Habana en werd San José de las Lajas de provinciehoofdstad.
De in 1778 opgerichte stad wordt in twee gesplitst door de door het centrum leidende Carretera Central.